# آنتی‌ترومبین

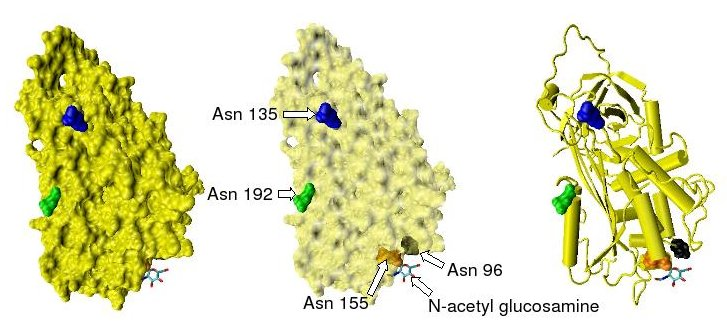
Figure 1. The location of the four potential glycosylation sites within the tertiary structure of an antithrombin monomer are shown, as taken from the protein data bank file 2ANT. In this structure only Asn 155 is glycosylated by the addition of a single N-acetylglucosamine residue.

آنتی‌ترومبین (انگلیسی: Antithrombin) گروهی از پروتئینهای پلاسما هستند که مهارکننده انعقاد خون می‌باشند. این پروتئینها توسط کبد تولید و وارد خون می‌شوند که سه نوع هستند. آنتی ترومبین III با اتصال به ترومبین، ترومبین را غیر فعال‌کرده و مانع تبدیل فیبرینوژن به فیبرین می‌گردد. نیمه عمر آنتی‌ترومبین در پلاسما سه روز است.

## اختلال آنتی‌ترومبین
اختلال آنتی ترومبین که به دو صورت ارثی و اکتسابی اتفاق می‌افتد باعث ایجاد ترومبوزهای داخل عروقی می‌گردد. در افراد دچار ترومبوز عروقی و سقط‌های جنین مکرر یکی از آزمایشهای مهم بررسی آنتی ترومبین خون از نظر کمی و کیفی می‌باشد.